# Entrena
Entrena ist ein spanischer Ort und eine Gemeinde (municipio) in der Autonomen Region La Rioja. Entrena liegt circa zwölf Kilometer südwestlich  von Logrono, der Hauptstadt der Region Rioja.

## Geographie
Der Ort befindet sich größtenteils auf einem Hügel, der El Conjuro genannt wird. Die Höhe beträgt zwischen 500 und 600 m. Der überwiegende Teil des Gemeindegebietes liegt in der eiszeitlichen Ablagerungsebene des Iregua. Die Flüsse der Umgebung führen wenig Wasser und sind eher unbedeutend.

## Geschichte
Der Ort wird 1044 erstmals in einem Dokument unter dem Namen Antelena erwähnt.

## Baudenkmäler
- Die Einsiedelei Santa Ana liegt rund zwei Kilometer entfernt an der Straße LR-137 in Richtung Navarrete. Sie wurde im 18. Jahrhundert erbaut und 1964 bzw. 2005 restauriert.
- Das Kloster Santa Clara wurde 1503 durch De Arellano und seine Frau Juana de Zúñiga, Grafen von Aguilar und Herren von Camero, gegründet. Die ersten Nonnen, die es bewohnten, kamen aus Tordesillas, die erste Äbtissin stammte aus der Familie Arellano. 2001 wurde das Kloster mangels Nachwuchs geschlossen.

- Pfarrkirche San Martin

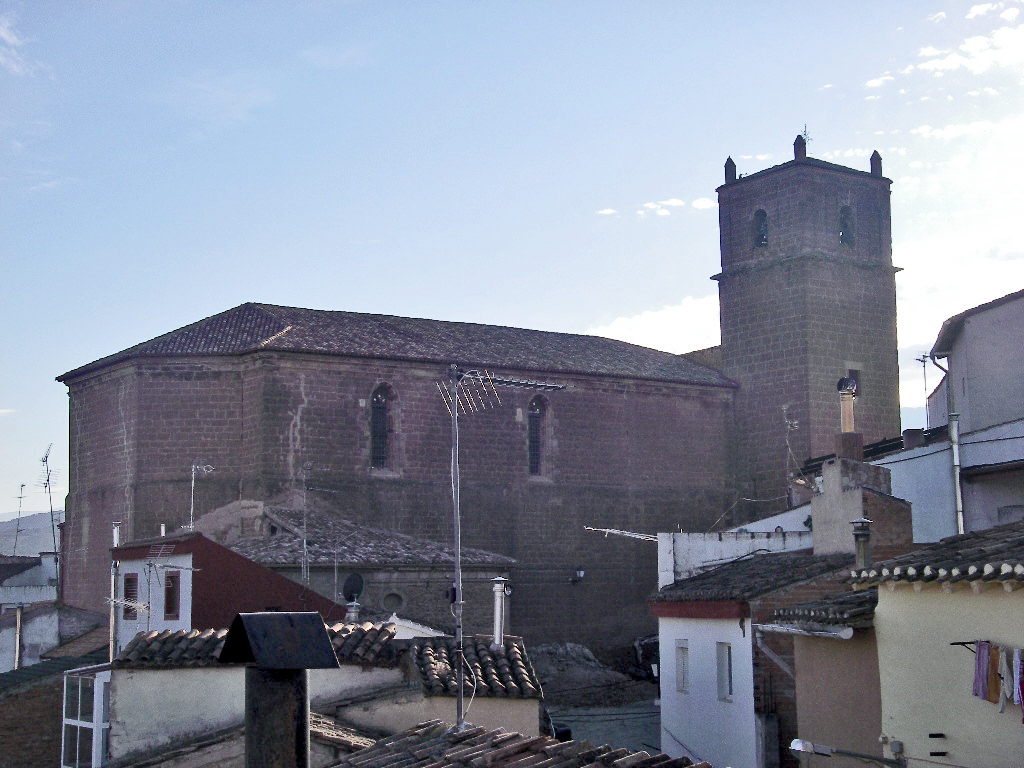
Pfarrkirche San Martín

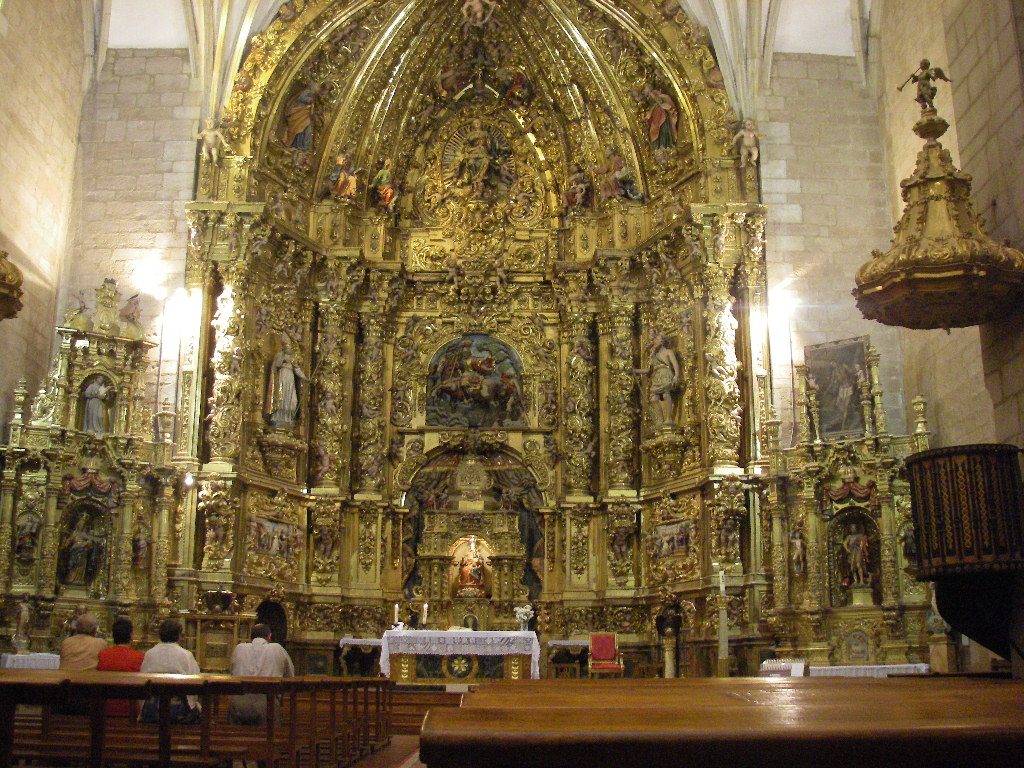
Hochaltar der Pfarrkirche

Der Bau der Kirche begann im Juni 1545 mit dem Kauf eines Grundstücks und eines Hauses durch das Domkapitel von Entrena. Das Grundstück wurde für 13.500 Maravedies von Francisco Corral erworben, einem Schreiber des Königs. Das Haus gehörte dem Ehepaar Francisco de Nalda und Beatriz González, die es für 6000 Maravedies verkauften. Ursprünglich hieß die Kirche Santa Maria La Nueva. Sie bekam erst sehr viel später ihren heutigen Namen. Bis zum 18. Jahrhundert wurde die Kirche immer wieder erweitert und umgebaut.
San Martin ist eine in vier Abschnitte unterteilte Hallenkirche. Zwischen den Abschnitten, die oben jeweils von Sterngewölben abgeschlossen werden, befinden sich innenliegende Strebepfeiler, die gleichzeitig Kapellen bilden. Durch diese Bauweise ergibt sich eine glatte Außenfassade. Die gesamte Kirche ist aus Werkstein errichtet.
Die Eingänge befinden sich im zweiten Abschnitt der Kirche. Der nördliche Eingang ist in der Form eines Rundbogens gehalten, während der südliche an einen klassischen Triumphbogen erinnert. In der gesamten Fassade befinden sich wenige Fenster.
Bemerkenswert ist der Hochaltar im spätbarocken Stil. Baumeister sind José de San Juan y Martín, Juan de Peralta und Juan Zapater Martínez in der Zeit von 1702 bis 1709.
Die Kirche ist seit 1984 auf der Liste der Kulturdenkmäler der Region Rioja.

## Bevölkerungsentwicklung
Die demographische Entwicklung von Entrena zwischen 1900 und 2010.

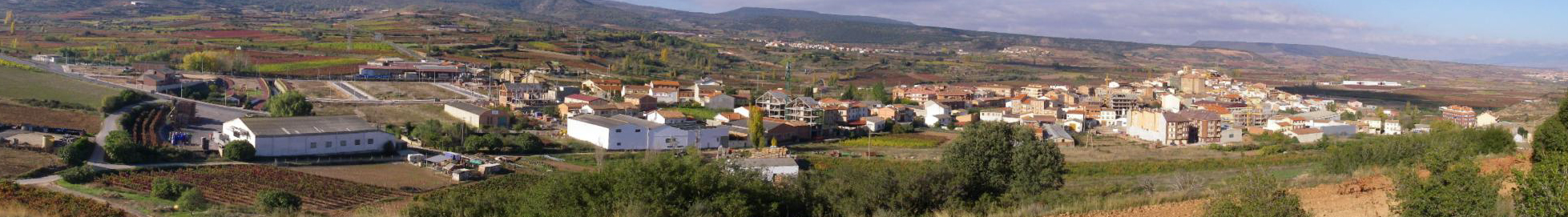
Entrena vom Hügel El Tono aus gesehen

## Bürgermeister
Liste der Bürgermeister seit 1979:
| Person                      | Zeitraum  | Partei     |
| --------------------------- | --------- | ---------- |
| Juan Ulecia Medrano         | 1979-1983 | Unabhängig |
| Aquiliano Medrano Rodríguez | 1983-1989 | PSOE       |
| José Luis Rodríguez Untori  | 1989-1991 | PSOE       |
| Miguel Ángel Corral Navarro | 1991-1999 | PP         |
| Ricardo Cerrolaza Ruiz      | 1999-2003 | PP         |
| Manuel Rodríguez Rodrígue   | 2003-2007 | PSOE       |
| Esteban Pérez Díez          | seit 2007 | PP         |